# مشارف العامرية الجديدة
مشارف العمرية الجديدة هو مشروع سكني ضخم قيد الإنشاء يقع في محافظة الإسكندرية،مصر. يتكون المشروع من مرحلتين، المرحلة الأولى على مساحة 550 فدان وتضم 964 سكنية بعدد 50 ألف وحدة سكنية والمرحلة الثانية على مساحة 1000 فدان وتضممن إنشاء 30 ألف وحدة سكنية. كما تضم منطقة صناعية متكاملة بتكلفة تبلغ 36 مليار جنيه مصري. ومن المقرر أن تستوعب المنطقة أكثر من نصف مليون شخص وتضم إسكان بديل للمناطق العشوائية وهم بشاير الخير 6، 7، 8 و9.

## الخدمات
ستحتوي المدينة على موقف لحافلات النقل العام وحدائق ومسطحات خضراء بالإضافة إلى محطة كهرباء وأخرى لمعالجة الصرف الصحي خاصة بها، والمدينة محاطة بشبكة من الطرق والمحاور الجديدة بغرب مدينة الإسكندرية حيث يمر أمام المشروع محور اللواء عمر سليمان القوس الشرقي والذي يربط الطريق الصحراوي بمدخل الإسكندرية مرورا بالمشروع وحتى قلب الإسكندرية وكذلك محور التعمير .